# Подабація
Подабація (Podabacia) — рід коралових поліпів родини Fungiidae. Рід поширений у тропічних та субтропічних водах Індійського та на заході Тихого океану. Ці корали живуть у симбіозі з одноклітинними водоростями- зооксантелами.

## Класифікація
Рід містить чотири види:
- Podabacia crustacea
- Podabacia lankaensis
- Podabacia motuporensis
- Podabacia sinai